# 阿卜杜拉·本·賈希姆·阿勒薩尼
阿卜杜拉·本·賈希姆·阿勒薩尼（1880年—1957年4月25日）是卡達埃米爾，薩尼王朝的成員，1913年至1949年在位。他是賈希姆·本·穆罕默德·阿勒薩尼的兒子。
1916年，阿卜杜拉·本·賈希姆·阿勒薩尼與英國簽訂條約，卡達加入停戰諸國系統，並成為英國的保護國。1938年在杜坎發現了卡達的地下石油庫。